# Liparetrus alienus
Liparetrus alienus är en skalbaggsart som beskrevs av Blackburn 1905. Liparetrus alienus ingår i släktet Liparetrus och familjen Melolonthidae. Inga underarter finns listade i Catalogue of Life.